# Symmacra solidaria
Symmacra solidaria är en fjärilsart som beskrevs av Achille Guenée 1858. Symmacra solidaria ingår i släktet Symmacra och familjen mätare. Inga underarter finns listade i Catalogue of Life.